# Lijst van burgemeesters van Hamburg
Volgens de grondwet van de vrije hanzestad Hamburg van 28 september 1860 wordt de stadstaat bestuurd door een 10 leden tellende Senat (Senaat), voor die tijd Rath (Raad) genaamd. De Senat wordt geleid door een Erster Bürgermeister (Eerste Burgemeester) als Präsident des Senats (President van de Senaat), bijgestaan door een Zweiter Bürgermeister (Tweede Burgemeester). Tot 1997 was de Erste Bürgermeister primus inter pares, eerste onder de gelijken, aangewezen door zijn collega's in de Senat. Sinds 1997 wordt de Erste Bürgermeister gekozen door de Hamburger Bürgerschaft, het parlement van de stadstaat. De bevoegdheden van de Erste Bürgermeister zijn sindsdien uitgebreid, zo kan hij bijvoorbeeld senatoren ontslaan.
Tot de stichting van de Weimarrepubliek werden de burgemeesters bijna zonder uitzondering gerekruteerd uit vooraanstaande patriciërfamilies (Grossbürgern). Na de Novemberrevolutie (1918) werd het censuskiesrecht afgeschaft en werd de macht van het patriciaat gebroken en nam het aantal burgemeesters uit de patriciërfamilies af.

## Erster Bürgermeister1861-1918
| Afbeelding | persoon                          | periode                              | fractie/partij       |
| ---------- | -------------------------------- | ------------------------------------ | -------------------- |
|            | Friedrich Sieveking              | 1 januari 1861 - 31 december 1862    |                      |
|            | Nicolaus Ferdinand Haller        | 1 januari 1863 - 31 december 1864    |                      |
|            | Friedrich Sieveking              | 1 januari 1865 - 31 december 1865    |                      |
|            | Nicolaus Ferdinand Haller        | 1 januari 1866 - 31 december 1867    |                      |
|            | Friedrich Sieveking              | 1 januari 1868 - 31 december 1868    |                      |
|            | Gustav Heinrich Kirchenpauer     | 1 januari 1869 - 31 december 1869    |                      |
|            | Nicolaus Ferdinand Haller        | 1 januari 1870 - 31 december 1870    |                      |
|            | Gustav Heinrich Kirchenpauer     | 1 januari 1871 - 31 december 1872    |                      |
|            | Nicolaus Ferdinand Haller        | 1 januari 1873 - 31 december 1873    |                      |
|            | Hermann Gossler                  | 1 januari 1874 - 31 december 1874    |                      |
|            | Gustav Heinrich Kirchenpauer     | 1 januari 1875 - 31 december 1875    |                      |
|            | Carl Friedrich Petersen          | 1 januari 1876 - 31 december 1877    |                      |
|            | Gustav Heinrich Kirchenpauer     | 1 januari 1878 - 31 december 1878    |                      |
|            | Hermann Anthony Cornelius Weber  | 1 januari 1879 - 31 december 1879    |                      |
|            | Carl Friedrich Petersen          | 1 januari 1880 - 31 december 1880    |                      |
|            | Gustav Heinrich Kirchenpauer     | 1 januari 1881 - 31 december 1881    |                      |
|            | Hermann Anthony Cornelius Weber  | 1 januari 1882 - 31 december 1882    |                      |
|            | Carl Friedrich Petersen          | 1 januari 1883 - 31 december 1883    |                      |
|            | Gustav Heinrich Kirchenpauer     | 1 januari 1884 - 31 december 1884    |                      |
|            | Hermann Anthony Cornelius Weber  | 1 januari 1885 - 31 december 1885    |                      |
|            | Carl Friedrich Petersen          | 1 januari 1886 - 31 december 1886    |                      |
|            | Gustav Heinrich Kirchenpauer     | 1 januari 1887 - 3 maart 1887        |                      |
|            | Johannes Versmann                | 14 maart 1887 - 31 december 1888     |                      |
|            | Carl Friedrich Petersen          | 1 januari 1889 - 31 december 1889    |                      |
|            | Johann Georg Mönckeberg          | 1 januari 1890 - 31 december 1890    | Fraktion der Rechten |
|            | Johannes Versmann                | 1 januari 1891 - 31 december 1891    |                      |
|            | Carl Friedrich Petersen          | 1 januari 1892 - 14 november 1892    |                      |
|            | Johann Georg Mönckeberg          | 14 november 1892 - 31 december 1893  | Fraktion der Rechten |
|            | Johannes Versmann                | 1 januari 1894 - 31 december 1894    |                      |
|            | Johannes Christian Eugen Lehmann | 1 januari 1895 - 31 december 1895    |                      |
|            | Johann Georg Mönckeberg          | 1 januari 1896 - 31 december 1896    | Fraktion der Rechten |
|            | Johannes Versmann                | 1 januari 1897 - 31 december 1897    |                      |
|            | Johannes Christian Eugen Lehmann | 1 januari 1898 - 31 december 1898    |                      |
|            | Johann Georg Mönckeberg          | 1 januari 1899 - 31 december 1899    | Fraktion der Rechten |
|            | Johannes Christian Eugen Lehmann | 1 januari 1900 - 15 september 1900   |                      |
|            | Georg Hachmann                   | 15 september 1900 - 31 december 1901 |                      |
|            | Johann Georg Mönckeberg          | 1 januari 1902 - 31 december 1902    | Fraktion der Rechten |
|            | Johann Heinrich Burchard         | 1 januari 1903 - 31 december 1903    |                      |
|            | Georg Hachmann                   | 1 januari 1904 - 5 juli 1904         |                      |
|            | Johann Georg Mönckeberg          | 5 juli 1904 - 31 december 1905       | Fraktion der Rechten |
|            | Johann Heinrich Burchard         | 1 januari 1906 - 31 december 1906    |                      |
|            | Johann Otto Stammann             | 1 januari 1907 - 31 december 1907    |                      |
|            | Johann Georg Mönckeberg          | 1 januari 1908 - 27 maart 1908       | Vereinigte Liberale  |
|            | Johann Heinrich Burchard         | 27 maart 1908 - 31 december 1909     |                      |
|            | Max Predöhl                      | 1 januari 1910 - 31 december 1911    |                      |
|            | Johann Heinrich Burchard         | 1 januari 1912 - 6 september 1912    |                      |
|            | Carl August Schröder             | 6 september 1912 - 31 december 1913  |                      |
|            | Max Predöhl                      | 1 januari 1914 - 31 december 1914    |                      |
|            | Werner von Melle                 | 1 januari 1915 - 31 december 1915    |                      |
|            | Carl August Schröder             | 1 januari 1916 - 31 december 1916    |                      |
|            | Max Predöhl                      | 1 januari 1917 - 31 december 1917    |                      |
|            | Werner von Melle                 | 1 januari 1918 - 12 november 1918    |                      |

## Voorzitters van de Arbeiders- en Soldatenraad 1918-1919
| Persoon             | periode                            | partij |
| ------------------- | ---------------------------------- | ------ |
| Heinrich Laufenberg | 12 november 1918 - 20 januari 1919 | SPD    |
| Karl Hense          | 20 januari 1919 - 31 maart 1919    | SPD    |

## Erster Bürgermeister1919-1933
| Afbeelding | persoon           | periode                              | partij |
| ---------- | ----------------- | ------------------------------------ | ------ |
|            | Werner von Melle  | 31 maart 1919 - 21 december 1919     |        |
|            | Friedrich Sthamer | 21 december 1919 - 13 februari -1920 |        |
|            | Arnold Diestel    | 14 februari 1920 - 3 januari 1924    | DDP    |
|            | Carl Petersen     | 4 januari 1924 - 31 december 1929    | SPD    |
|            | Rudolf Ross       | 1 januari 1930 - 31 december 1931    | SPD    |
|            | Carl Petersen     | 1 januari 1932 - 7 maart 1933        | DDP    |

### Zweiter Bürgermeister1919-1933
| Persoon       | periode                           | partij |
| ------------- | --------------------------------- | ------ |
| Otto Solten   | 31 maart 1919 - 17 maart 1925     | SPD    |
| Max Schramm   | 18 maart 1925 - 4 april 1928      | DVP    |
| Rudolf Ross   | 5 april 1928 - 31 december 1929   | SPD    |
| Carl Petersen | 1 januari 1930 - 31 december 1931 | DDP    |
| Rudolf Ross   | 1 januari 1932 - 3 maart 193      | SPD    |

## Erster Bürgermeister1933-1945 (Nationaalsocialisme)
| Persoon               | periode                     | partij |
| --------------------- | --------------------------- | ------ |
| Carl Vincent Krogmann | 8 maart 1933 - 29 juli 1936 | NSDAP  |
| Karl Kaufmann         | 30 juli 1936 - 3 mei 1945   | NSDAP  |

### Zweiter Bürgermeister1933-1945 (nationaalsocialisme)
| Persoon                       | periode                        | partij              |
| ----------------------------- | ------------------------------ | ------------------- |
| Wilhelm Amsinck Burchard-Motz | 8 maart 1933 - 8 november 1934 | DVP; 1-4-1933 NSDAP |

## Erster Bürgermeister1945-1946 (Bezettingstijd)
| Persoon         | periode                        | partij |
| --------------- | ------------------------------ | ------ |
| Rudolf Petersen | 15 mei 1945 - 22 november 1946 | CDU    |

### Zweiter Bürgermeister1945-1946 (Bezettingstijd)
| Persoon            | periode                        | partij |
| ------------------ | ------------------------------ | ------ |
| Adolph Schönfelder | 6 juni 1945 - 15 november 1946 | SDP    |

## Erster Bürgermeister1946-heden
| Persoon            | periode                            | partij |
| ------------------ | ---------------------------------- | ------ |
| Max Brauer         | 22 november 1946 - 2 december 1953 | SPD    |
| Kurt Sieveking     | 2 december 1953 - 4 december 1957  | CDU    |
| Max Brauer         | 4 december 1957 - 31 december 1960 | SPD    |
| Paul Nevermann     | 1 januari 1961 - 9 juni 1965       | SPD    |
| Herbert Weichmann  | 9 juni 1965 - 9 juni 1971          | SPD    |
| Peter Schulz       | 9 juni 1971 - 4 november 1974      | SPD    |
| Hans-Ulrich Klose  | 22 november 1974 - 22 mei 1981     | SPD    |
| Klaus von Dohnanyi | 24 juni 1981 - 8 juni 1988         | SPD    |
| Henning Voscherau  | 8 juni 1988 - 8 oktober 1997       | SPD    |
| Ortwin Runde       | 12 november 1997 - 31 oktober 2001 | SPD    |
| Ole von Beust      | 31 oktober 2001 - 25 augustus 2010 | CDU    |
| Christoph Ahlhaus  | 25 augustus 2010 - 7 maart 2011    | CDU    |
| Olaf Scholz        | 7 maart 2011 - 13 maart 2018       | SPD    |
| Peter Tschentscher | sinds 28 maart 2018                | SPD    |

### Zweiter Bürgermeister1946-heden
| Persoon                  | periode                             | partij    |
| ------------------------ | ----------------------------------- | --------- |
| Christian Koch           | 19 november 1946 - 18 februari 1950 | FDP       |
| Paul Nevermann           | 28 februari 1950 - 2 december 1953  | SPD       |
| Edgar Engelhard          | 2 december 1953 - 27 april 1966     | FDP       |
| Wilhelm Drexelius        | 27 april 1966 - 22 april 1970       | SPD       |
| Peter Schulz             | 22 april 1970 - 9 juni 1971         | SPD       |
| Helmuth Kern             | 9 juni 1971 - 3 oktober 1972        | SPD       |
| Hans Rau                 | 3 oktober 1972 - 30 april 1974      | FDP       |
| Dieter Biallas           | 30 april 1974 - 28 juni 1978        | FDP       |
| Helga Elstner            | 28 juni 1978 - 13 juni 1984         | SPD       |
| Alfons Pawelczyk         | 13 juni 1984 - 2 september 1987     | SPD       |
| Ingo von Münch           | 2 september 1987 - 26 juni 1991     | FDP       |
| Hans-Jürgen Krupp        | 26 juni 1991 - 1 december 1993      | SPD       |
| Erhard Rittershaus       | 15 december 1993 - 12 november 1997 | Partijloz |
| Krista Sager             | 12 november 1997 - 31 oktober 2001  | Grüne     |
| Ronald Schill            | 31 oktober 2001 - 19 augustus 2003  | PRO       |
| Mario Mettbach           | 21 augustus 2003 - 17 maart 2004    | PRO       |
| Birgit Schnieber-Jastram | 17 maart 2004 - 7 mei 2008          | CDU       |
| Christa Goetsch          | 7 mei 2008 - 29 november 2010       | Grüne     |
| Dietrich Wersich         | 30 november 2010 - 7 maart 2011     | CDU       |
| Dorothee Stapelfeldt     | 23 maart 2011 - 15 april 2015       | SPD       |
| Katharina Fegebank       | sinds 15 april 2015                 | Grüne     |

## Verwijzingen
1. ↑  Oude schrijfwijze van Rat, raad
2. 1 2 3 4 5  In het ambt gestorven
3. ↑  Waarnemend tot 31-12-1892
4. ↑  Voortijdig afgetreden wegens ziekte
5. ↑  Waarnemend tot 19-11-1900
6. ↑  Waarnemend tot 11-7-1904
7. ↑  Waarnemend tot 3-4-1908
8. ↑  Waarnemend tot 13-9-1912
9. ↑  Werd na, samen met de Senaat, een korte revolutie door de Arbeiders- en Soldatenraad afgezet
10. ↑  Droeg de macht op 26 maart 1919 over aan de Hamburger Bürgerschaft
11. ↑  Sedert 18-5-1933: Regierende Bürgermeister
12. ↑  Benoemd door Britse bezettingsmacht